# Durance (miasto)
Durance – miejscowość i gmina we Francji, w regionie Nowa Akwitania, w departamencie Lot i Garonna.
Według danych na rok 1990 gminę zamieszkiwało 286 osób, a gęstość zaludnienia wynosiła 7 osób/km² (wśród 2290 gmin Akwitanii Durance plasuje się na 894. miejscu pod względem liczby ludności, natomiast pod względem powierzchni na miejscu 168).